# Brunstrupig tretåig sengångare
Brunstrupig tretåig sengångare (Bradypus variegatus) är en däggdjursart som beskrevs av Schinz 1825. Bradypus variegatus ingår i släktet tretåiga sengångare och familjen Bradypodidae. IUCN kategoriserar arten globalt som livskraftig.

## Utseende
Djurets päls har en gråbrun grundfärg, ibland med vitaktiga fläckar vid bakbenen och stjärten. Det finns även exemplar som är nästan helt vita eller lite rödaktiga. Liksom hos andra sengångare lever alger i pälsen som skapar en grön skugga. Vid ögonen förekommer svarta fläckar som liknar en ansiktsmask. Denna sengångare har små öron som är gömda i pälsen. Som det svenska trivialnamnet antyder finns en brun fläck på strupen. Hannar har dessutom ett orange område mellan axlarna som markerar en körtel. Den svarta längsgående strimman på ryggens topp korsar även över detta område. Bradypus variegatus har en mörk nos som är lite kortare än hos tvåtåiga sengångare.
Individerna når en kroppslängd av 41 till 70 cm samt en vikt av 2,2 till 5,5 kg. Svansen är bara en liten stubbe.

## Utbredning
Arten förekommer i Central- och Sydamerika från södra Honduras i norr, till centrala Bolivia och centrala Brasilien i södra delen av utbredningssområdet. Fram till 1910-talet fanns den även i Paraguay och norra Argentina. Brunstrupig tretåig sengångare vistas i låglandet och i upp till 2400 meter höga bergstrakter. Habitatet utgörs av regnskogar, molnskogar, andra fuktiga skogar och av odlingsmark.

## Ekologi
Arten är framför allt nattaktiv men den kan även vara aktiv under dagarna. Morgon tillbringas ofta i solen för att värma kroppen efter natten. Senare under dagen gömmer de sig vanligen i växtligheten. Allmänt lever vuxna exemplar ensamma, utom när honan är brunstig. Ibland förekommer strider mellan hannarna. Brunstrupig tretåig sengångare är vanligen tyst men vid fara kan den avge varningsskrik.
Födan utgörs av blad. Med i genomsnitt 1,5 dagars mellanrum byter individerna träd och lämnar sin avföring på marken.
Honor kan para sig under alla årstider. Efter 5 till 6 månader dräktighet föds en eller sällan två ungar. Ungarna håller sig den första tiden fast i moderns päls medan äldre ungdjur får klara sig själva medan de stannar en tid i moderns revir.

## Underarter
Arten delas in i följande underarter:
- B. v. boliviensis
- B. v. brasiliensis
- B. v. ephippiger
- B. v. gorgon
- B. v. infuscatus
- B. v. trivittatus
- B. v. variegatus